# Le note di Cecco
Le note di Cecco è un album discografico del 2010 prodotto da Francesco Nuti, Giovanni Nuti e Marco Baracchino. Raccoglie le tracce delle colonne sonore dei film di Francesco Nuti, alcune canzoni dello stesso regista riarrangiate e reinterpretate e tre inediti: I dementi, Quadro quotidiano e Marilyn, con quest'ultima registrata nel 2006, poco prima dell'infortunio occorso all'artista.

## Tracce
1. Batte la spola – 2:00
2. Lonely Heart – 0:18
3. Lovelorn Man – 2:33
4. Lonely Heart (ripresa) – 0:22
5. Guardami (feat. Lucia Lippi) – 4:16
6. Marilyn – 3:49
7. Quadro quotidiano – 2:14
8. The Game of Love (feat. Emy Berti) – 3:54
9. Rose – 4:19
10. I dementi – 2:14
11. Il muro di stelle – 3:49
12. Giulia che ride (feat. Marco Baracchino) – 0:52
13. Giulia che ride (strumentale) – 1:54